# Mission Extension Vehicle
Mission Extension Vehicle également désigné par son acronyme MEV est un remorqueur spatial développé à l'origine par le constructeur aérospatial américain Orbital ATK et destiné à prolonger la vie des satellites de télécommunications en orbite géostationnaire. Pour remplir cet objectif le MEV dispose de capteurs et d'équipements permettant de s'approcher du satellite puis de s'amarrer à celui-ci. Son système de propulsion peut alors se substituer à celui du satellite capturé pour modifier l'orbite ou maintenir l'orientation. Le lancement du premier MEV, MEV-1, par Northrop Grumman Innovation Systems, qui a absorbé ATK en 2018, a eu lieu le 9 septembre 2019 et il s'amarre avec succès à Intelsat 901 le 25 février 2020. En avril 2021, MEV-2 s'amarre avec succès à Intelsat 10-02.

## Fonctionnement
Les satellites de télécommunications sont des engins spatiaux très coûteux (plusieurs centaines de millions €) dont la durée de vie généralement de 15 ans est limitée essentiellement par l'épuisement des ergols nécessaires au maintien de l'engin sur sa position orbitale. Le MEV est conçu principalement pour prolonger la vie des satellites de télécommunications arrivés en fin de vie et ne disposant plus de suffisamment d'ergols pour effectuer leur mission. Une deuxième cible commerciale est le sauvetage des satellites placés sur une orbite non opérationnelle à la suite d'une défaillance du lanceur ou de leur propre propulsion.
Après avoir été placé en orbite, le MEV réalise une manœuvre de rendez-vous avec le satellite cible. Il dispose de capteurs lui permettant de s'approcher du satellite sans lui infliger de dommages. La technique d'amarrage exploite l'architecture de ces satellites qui comporte généralement une tuyère de leur moteur d'apogée située au centre du collier assurant la jonction avec le  lanceur. La manœuvre consiste à identifier et à utiliser ces deux composants, l'amarrage final s'effectuant sur le collier. Selon Orbital ATK le système d'amarrage retenu est compatible avec les caractéristiques de 80 % des satellites en orbite. Le MEV utilise ensuite sa propulsion pour effectuer les manœuvres souhaitées. Il peut rester en permanence associé au satellite ou se désamarrer par la suite pour manœuvrer d'autres satellites,.
Les prestations envisagées sont les suivantes :
- l'inspection du satellite ;
- la modification de l'inclinaison orbitale ;
- le maintien du satellite sur sa position orbitale et le contrôle de son orientation (le remorqueur spatial reste en permanence amarré au satellite) ;
- le repositionnement d'un satellite sur une longitude différente ;
- le déplacement du satellite vers une orbite cimetière ;
- le sauvetage d'un satellite situé sur une orbite inexploitable à la suite d'une défaillance de son lanceur ou de sa propre propulsion ;
- l'accueil d'une charge utile (non liée à la fonction de remorqueur spatial).

Orbital développe des technologies pour ajouter aux prestations déjà citées :
- le ravitaillement en fluides et ergols ;
- la réparation de satellites ;
- le remplacement ou la mise à jour de composants du satellite ;
- l'ajout de nouveaux composants au satellite (système de propulsion auxiliaire, charge utile, etc.) ;
- la récupération de satellites en panne pour les placer sur une orbite cimetière ou les récupérer.

## Caractéristiques techniques
Orbital ATK utilise pour le MEV une plateforme dédiée, baptisée Gemini, dérivée de la plateforme GEOStar des satellites de télécommunications du constructeur. Sa charge utile est constituée d'une part par un système d'imagerie optique/laser mis en œuvre durant les manœuvres de rendez-vous et d'amarrage et d'autre part par un système de capture et d'amarrage. Le système de propulsion comporte des moteurs-fusées à ergols liquides brûlant de l'hydrazine ainsi que des moteurs ioniques. Le contrôle d'attitude utilise des roues de réaction. Les panneaux solaires de type UltraFlex sont déployés en orbite et fournissent 10 kW  ; l'énergie est stockée dans des batteries lithium-ion d'une capacité de 290 ampères-heures. Les télécommunications sont réalisées en bande C et en bande Ku (2 émetteurs). MEV a une masse de 2 326 kg. Il peut accueillir une charge utile (non liée à sa fonction de remorqueur spatial) de 1 tonne en lui fournissant 5 kW. Le MEV est conçu pour maintenir sur sa position un satellite de télécommunications de 2 tonnes durant 15 ans.

## Historique
Les premiers travaux sur le remorqueur spatial qui a abouti au MEV débutent en 2010 chez le spécialiste américain de la propulsion à propergol solide ATK. Une société ViviSat est créée conjointement avec U.S. Space LLC pour développer le concept. À l'époque le projet est en concurrence avec un engin similaire étudié par la société MDA. Mais peu de progrès sont effectués par la suite. Début 2016 Orbital ATK, formée par la fusion entre ATK et Orbital Sciences intervenue en février 2015, décide d'arrêter l'activité de ViviSat et de reprendre les travaux à son compte. Grâce aux apports d'Orbital Sciences constructeur de satellites et de lanceurs, la société dispose désormais des composants nécessaires au développement du concept ; plateforme utilisée pour les satellites géostationnaires, système de rendez-vous du cargo spatial Cygnus et capteurs des satellites GSSAP développés pour le compte de l'Armée de l'Air américaine. En 2016 l'objectif de Orbital ATK est de commercialiser 5 MEV au cours des 5 années suivantes.

## Missions

### MEV-1
L'opérateur de satellites de télécommunications Intelsat a signé le 12 avril 2016 un premier contrat avec Orbital ATK d'un montant de 65 millions US$. Il est alors prévu que MEV-1 soit placé en orbite géostationnaire avec le satellite de télécommunications Eutelsat 5 West B par un lanceur russe Proton depuis le cosmodrome de Baïkonour vers 2018. Le lancement a du retard et a lieu le 9 octobre 2019. Équipé de grands réservoirs, le MEV-1 doit rester amarré au satellite Intelsat 901, lancé le 9 juin 2001 et qui a déjà dépassé sa durée de vie en orbite. Le 25 février 2020, MEV-1 s'amarre avec succès à Intelsat 901. Il ramène le satellite sur son orbite géostationnaire et le 17 avril 2020, Intelsat et Northrop Grumman annoncent qu'Intelsat 901 est opérationnel depuis le 2 avril. Le MEV-1 restera amarré durant 5 ans, ce qui va permettre à Intelsat de profiter d'Intelsat-901 pendant plusieurs années supplémentaires,.

### MEV-2
Le MEV-2, commandé également par Intelsat en janvier 2018, décolle le 15 août 2020 à bord d'une Ariane 5 depuis le Centre spatial guyanais,. Ses capacités améliorées lui permettront de larguer des petits satellites embarqués. À terme, Northrop Grumman espère en faire des engins modulaires et universels. Le satellite visé pour cette seconde mission est Intelsat 10-02. MEV-2 s'amarre avec succès avec le satellite le 12 avril 2021 et viendra étendre sa durée de vie de 5 ans. Contrairement à Intelsat 901, Intelsat 10-02 est toujours en activité et non sur une orbite cimetière. Les manœuvres orbitales étaient donc plus complexes pour éviter tout incident avec d'autres satellites en opération.